# Weakens
Weakens is een buurtschap in de gemeente Waadhoeke, in de Nederlandse provincie Friesland. De plaats ligt ten zuiden van Winsum tussen Oosterlittens en Spannum aan de gelijknamige weg. 

## Geografie
De buurtschap ligt in het dorpsgebied van Winsum. De Nieuwe Encyclopedie van Fryslân duidde Weakens ten onrechte als buurtschap van Winsum en Oosterlittens. Twee huizen liggen aan de andere kant van de Bolswardertrekvaart en zijn alleen via een pad en brug (Weaksensertille) te bereiken.
Tot 2018 maakte zowel Winsum als Oosterlittens deel uit van de gemeente Littenseradeel, die in 1984 was ontstaan. Daarvoor waren ze allebei onderdeel van de gemeente Baarderadeel.

## Geschiedenis
Weakens is ontstaan op een terp die stamt uit de midden-ijzertijd, tussen 500 tot 250 jaar voor Christus. Op de terp, een opgeworpen heuvel zijn sporen van bewoning gevonden tot aan de late middeleeuwen.
De buurtschap Weakens werd onder meer vermeld als Waekens en Wakens in 1511,  als Waeken in 1700 en als Waekens in 1844. Het is onduidelijk wat de naam betekent, mogelijk is de naam afgeleid van de naam van een persoon, met als betekenis waken.
Tijdens de Tweede Wereldoorlog viel er op 3 oktober 1943 een bom in een weiland bij Weakens, waarna deze ontplofte. De bom was waarschijnlijk afkomstig van een vliegtuig dat in brand was gevlogen tijdens een luchtgevecht boven Winsum.
In maart 1945 wist een verzetsgroep uit Lollum kaas te stelen van een praam op de Franekervaart. Het ging om circa dertig ton kaas, meer dan 1000 kazen, bedoeld voor het Duitse leger. De praam werd deels leeggehaald en de kaas tijdelijk verborgen in de boerderij van een boer in Weakens. Omdat de opsporingsdiensten op zoek gingen naar de vermiste kaas werd de kaas in het Hervormd verenigingsgebouw in Lollum verborgen. De kaas is later naar de Watergraafsmeer gesmokkeld.
Steden, dorpen en gehuchten: Achlum · Baijum · Beetgum · Beetgumermolen · Berlikum · Blessum · Boer · Boksum · Deinum · Dongjum · Dronrijp · Engelum · Firdgum · Franeker · Herbaijum · Hitzum · Klooster-Lidlum · Marssum · Menaldum · Minnertsga · Nij Altoenae · Oosterbierum · Oude Leije (klein deel) · Oudebildtzijl · Peins · Pietersbierum · Ried · Ritsumazijl · Schalsum · Schingen · Sexbierum · Sint Annaparochie · Sint Jacobiparochie · Slappeterp · Spannum · Tzum · Tzummarum · Vrouwenparochie · Welsrijp · Westhoek · Wier · Winsum · Zweins

Buurtschappen: Arkens · Bonkwerd · De Vlaren · Dijkshoek · Doijum · Fatum · Hatsum · Het Hooghout · Kie · Kiesterzijl · Kingmatille · Klooster Anjum · Koehool · Laakwerd · Lutjelollum · Miedum · Nieuwebildtzijl · Oosterend · Oosthoek · Rewerd (deels) · Roptazijl (deels) · Salverd · Schildum · Sopsum · Stad Niks · Tolsum · Tritzum · Tjeppenboer · Vrouwbuurtstermolen (deels) ·  Weakens · Westerend · Zwarte Haan

Voormalige buurtschappen:Barrum · De Kampen · De Poelen · Dijksterhuizen · Franjumerburen · Holprijp · Koum · Langwerd · Teetlum · Memerd · War 

Friesland: Steden en dorpen      Nederland: Provincies · Gemeenten